# Jean Mabire
Jean Mabire (8 de febrer de 1927—29 de març de 2006), fou un periodista i assagista francès. Considerat un neo-pagà i un nordicista, Mabire és conegut pel seu regionalisme i per les seves idees sobre el nacionalisme europeu, que va desenvolupar tant a la revista Europe-Action com a GRECE, així com els seus llibres polèmics sobre les Waffen-SS.

## Obres destacades

### Història
- Les Hors-la-loi. Robert Laffont, 1968; re-edited as Commando de chasse
- Les Samouraï, with Yves Bréhéret. Paris, Balland, 1971
- Les Waffen SS, under the pseudonym "Henri Landemer". Balland, 1972
- La Brigade Frankreich. Fayard, 1973
- Ungern, le Baron fou. Balland, 1973 ; corrected re-edition as Ungern, le dieu de la guerre and Ungern, l'héritier blanc de Genghis Khan
- La Division Charlemagne. Fayard, 1974
- Mourir à Berlin, Paris. Fayard, 1975
- Les Jeunes Fauves du Führer. La division SS Hitlerjugend en Normandie. Fayard, 1976
- L'Été rouge de Pékin. Fayard, 1978
- Les Panzers de la Garde Noire. Presse de la Cité, 1978
- La Division « Wiking ». Fayard, 1980
- Les Paras du matin rouge. Presses de la Cité, 1981
- La Crète, tombeau des paras Allemands. Presses de la Cité, 1982
- Chasseurs alpins. Des Vosges aux Djebels. Presses de la Cité, 1984; Écrivains Combattants prize
- Les Diables verts de Cassino. Presses de la Cité, 1991.
- Les Paras de l'enfer blanc, Front de l'Est 1941-1945. Presses de la Cité, 1995
- Division de choc Wallonie, Lutte à mort en Poméranie. Éditions Jacques Grancher, 1996
- Les Guerriers de la plus grande Asie. Dualpha, 2004

### Paganisme
- Thulé, le soleil retrouvé des Hyperboréens. Paris, Robert Laffont, 1978.
- Les Solstices. Histoire et Actualité, with Pierre Vial. GRECE, 1975
- Les Dieux maudits. Copernic, 1978 ; re-edited as Légendes de la mythologie nordique
- Balades au cœur de l'Europe païenne (collective work). Les Éditions de la forêt, 2002.

### Normandia
- Histoire de la Normandie, en collaboration avec Jean-Robert Ragache (Hachette, 1976 ; réédition : France-Empire, 1986, 1992) : awarded by the Mouvement Normand
- Les Vikings, rois des tempêtes, with Pierre Vial. Versoix, 1976 ; re-edited as Les Vikings à travers le monde
- La Saga de Godefroy Le Boiteux. Copernic, 1980 ; re-edited as Godefroy de Harcourt, seigneur normand
- Histoire secrète de la Normandie. Albin Michel, 1984
- Guillaume le Conquérant. Art et Histoire d'Europe, 1987
- Les Ducs de Normandie. Lavauzelle, 1987
- Grands Marins normands. L'Ancre de Marine, 1993
- Légendes traditionnelles de Normandie. L'Ancre de Marine, 1997
- Jean Mabire et le Mouvement Normand. Éditions de l'Esnesque, 1998
- Vikings : cahiers de la jeunesse des pays normands. Veilleur, 1999
- La Varende entre nous. Présence de La Varende, 1999
- Des poètes normands et de l'héritage nordique. Antée, 2003